# Illa Encalladora
Illa Encalladora est un petit archipel d'îles se situant dans la mer Méditerranée, ce groupe d'îlots est rattaché à la Catalogne, une communauté autonome d'Espagne.

## Géographie
L'ensemble de l'archipel a une superficie d'environ 6 hectares, pour une altitude atteignant les 28 mètres au maximum. Ces îlots ne possèdent aucune population permanente.